# Batalha de Magetóbriga
A Batalha de Magetóbriga (Magetóbria), também chamada de Amagetóbria, Magetóbria e Admagetóbria, foi travada em 63 a.C. entre tribos rivais que disputavam o controle da Gália. Os éduos foram derrotados e massacrados pelas forças combinadas dos sequanos e Arvernos, que pediram ainda a ajuda dos germânicos suevos do rei Ariovisto. Depois da derrota, os éduos enviaram uma carta pedindo ajuda ao senado romano, um tradicional aliado. O general romano Caio Júlio César atenderia o pedido, dando início à conquista romana de toda a Gália.

## Contexto
De acordo com Estrabão, a causa do conflito entre os éduos e os sequanos era comercial. O rio Arar (Saône) era a fronteira entre as terras das duas tribos, ligadas por laços hereditários e ambas reivindicavam para si o rio propriamente dito e as taxas que podiam ser cobradas para transitar nele. Os sequanos controlavam o acesso ao Reno e já tinham construído um ópido (uma cidade fortificada) em Vesôncio (Vesontio; a moderna Besançon) para proteger seus interesses.[carece de fontes?]

## Batalha
Em 63 a.C., os sequanos e os arvernos conseguiram convencer Ariovisto, o rei da tribo germânica dos suevos, a ajudar a resolver definitivamente a disputa. Ele então atravessou o Reno com uma confederação de tribos germânicas com este objetivo.
A batalha, que foi a última entre os éduos e seus inimigos, ocorreu perto da cidade sequana de Magetobria (conhecida hoje como Amage, na moderna região do Haute-Saône, na França), a 10 quilômetros de Luxeuil. Os 15 000 guerreiros de Ariovisto conseguiram inverter a situação e os éduos passaram a pagar tributos aos sequanos. Como recompensa, Ariovisto recebeu terras na Gália, embora não se saiba exatamente aonde.
No mesmo ano, depois da derrota, o druida éduo Divicíaco viajou para Roma e discursou perante o senado pedindo ajuda. Na capital, Divicíaco foi um hóspede de Cícero, que elogiou seu conhecimento sobre as artes da adivinhação, astronomia e filosofia natural, chamando-o de druida. Em 60 a.C., o famoso orador cita também uma derrota dos éduos, provavelmente Magetóbriga.
| “ | Nos assuntos públicos, o principal assunto no momento são os distúrbios na Gália. Pois os éduos - "nossos irmãos" - recentemente foram derrotados numa batalha e os helvécios estão sem dúvida rebelados e atacando nossa província. O senado decretou que dois cônsules devem tirar a sorte pela Gália, que impostos sejam cobrados, que todas as isenções ao serviço militar sejam suspensas e que legados plenipotenciários sejam enviados para nossos territórios na Gália para garantir que eles não se juntem aos helvécios. | ” |
|   | — Cícero, Cartas a Ático. |   |

## Eventos subsequentes

### Ariovisto permanece na Gália
Depois da vitória e para o desespero de seus "aliados", Ariovisto permanece na Gália. De acordo com César, ele tomou um terço do território dos éduos e assentou ali 120 000 germânicos com o objetivo de formar o núcleo de um novo reino. Diz César:
| “ | Mas algo ainda pior recaiu sobre os vitoriosos sequanos do que sobre os derrotados éduos, pois Ariovisto, um rei dos germânicos, se assentou em seus territórios e tomou um terço de suas terras, que eram as melhores em toda a Gália, e estava agora pedindo-lhes que liberassem outro terço, pois uns meses antes, 24 000 harudos haviam se juntado a ele e precisavam de terras para se assentar. | ” |
|   | — Júlio César, De Bello Gallico, I.31. |   |

### Intervenção de César
Depois da vitória de César sobre os helvécios, a maior parte das tribos gálicas o parabenizou e muitos tentaram se encontrar com ele numa assembleia geral. Divicíaco, o líder e porta-voz da delegação galesa, demonstrou sua preocupação com as conquistas de Ariovisto e com os reféns que ele havia tomado. A exigência do rei suevo de que os sequanos deveriam dar-lhe ainda mais terras para acomodar os harudos "preocupou" Roma, pois, se os sequanos cedessem, Ariovisto se veria em condições de tomar todo o território sequano e de atacar o resto da Gália. O pedido dos galeses deram a César o pretexto perfeito para que ele expandisse o escopo de sua intervenção como "salvador e não o conquistador de Gália". César derrotaria Ariovisto na Batalha de Vosges em 58 a.C. Na batalha, que ocorreu perto de Vesôncio (Besançon), os harudos formavam uma das sete divisões tribais do exército de Ariovisto. Depois de sofrer uma acachapante derrota, os germânicos cruzaram de volta o Reno em fuga. No final, César conquistaria e subjugaria toda a Gália.